# ستونوول (أوكلاهوما)
ستونوول (بالإنجليزية: Stonewall town, Oklahoma)‏ هي بلدة تقع بولاية أوكلاهوما في الولايات المتحدة. تبلغ مساحتها 1.19 كم2، وترتفع عن سطح البحر 214 م، بلغ عدد سكانها 470 نسمة في عام 2010 حسب إحصاء مكتب تعداد الولايات المتحدة وتصل الكثافة السكانية فيها 395 نسمة لكل كيلومتر مربع (1,023.0/ميل2).

## التركيبة السكانية
حدّد مكتب تعداد الولايات المتحدة بيانات التركيبة السكانية لستونوول في تعداد الولايات المتحدة. في ما يلي، التركيبة السكانية حسب تعدادي 2000 و2010.

### تعداد عام 2000
بلغ عدد سكان ستونوول 465 نسمة بحسب تعداد عام 2000، وبلغ عدد الأسر 195 أسرة وعدد العائلات 128 عائلة مقيمة في البلدة. في حين سجلت الكثافة السكانية 390.8 نسمة لكل كيلومتر مربع (1,012.2/ميل2). وبلغ عدد الوحدات السكنية 238 وحدة بمتوسط كثافة قدره 200 لكل كيلومتر مربع (518.0/ميل2).
وتوزع التركيب العرقي للبلدة بنسبة 72.69% من البيض و5.59% من الأمريكيين الأفارقة و16.34% من الأمريكيين الأصليين و0.43% من الأعراق الأخرى و4.95% من عرقين مختلطين أو أكثر و3.66% من الهسبانيون أو اللاتينيون من أي عرق.
بلغ عدد الأسر 195 أسرة كانت نسبة 34.4% منها لديها أطفال تحت سن الثامنة عشر تعيش معهم، وبلغت نسبة الأزواج القاطنين مع بعضهم البعض 44.6% من أصل المجموع الكلي للأسر، ونسبة 16.9% من الأسر كان لديها معيلات من الإناث دون وجود شريك، بينما كانت نسبة 4.1% من الأسر لديها معيلون من الذكور دون وجود شريكة وكانت نسبة 34.4% من غير العائلات. تألفت نسبة 31.8% من أصل جميع الأسر من عدة أفراد يعيشون في نفس المنزل ونسبة 14.9% كانت تتألف من شخص يعيش بمفرده يبلغ من العمر 65 عاماً أو أكثر. وبلغ متوسط حجم الأسرة المعيشية 2.38، أما متوسط حجم العائلات فبلغ 3.04.
بلغ العمر الوسطي للسكان 36.5 عاماً. وكانت نسبة 27.7% من القاطنين تحت سن الثامنة عشر، وكانت نسبة 6.2% بين الثامنة عشر والرابعة والعشرين عاماً، ونسبة 25.2% كانت واقعةً في الفئة العمرية ما بين الخامسة والعشرين والرابعة والأربعين عاماً، ونسبة 22.6% كانت ما بين الخامسة والأربعين والرابعة والستين، ونسبة 18.3% كانت ضمن فئة الخامسة والستين عاماً فما فوق. يوجد لكل 100 أنثى 91.4 ذكر، ويوجد لكل 100 أنثى في الثامنة عشر من عمرها فما فوق 82.6 ذكر.
بلغ متوسط دخل الأسرة في البلدة 19,135 دولارًا، أما متوسط دخل العائلة فبلغ 22,813 دولارًا. وكان متوسط دخل الذكور 20,500 دولارًا مقابل 14,792 دولارًا للإناث. وسجل دخل الفرد الخاص بالبلدة 9,741 دولارًا. وكانت نسبة 23.5% من العائلات ونسبة 25.9% من السكان تحت خط الفقر، وكان من هؤلاء نسبة 25.4% تحت سن الثامنة عشر ونسبة 29.3% في الخامسة والستين من العمر وما فوق.

### تعداد عام 2010
بلغ عدد سكان ستونوول 470 نسمة بحسب تعداد عام 2010، وبلغ عدد الأسر 186 أسرة وعدد العائلات 106 عائلة مقيمة في البلدة. في حين سجلت الكثافة السكانية 395 نسمة لكل كيلومتر مربع (1,023.0/ميل2). وبلغ عدد الوحدات السكنية 226 وحدة بمتوسط كثافة قدره 189.9 لكل كيلومتر مربع (491.8/ميل2).
وتوزع التركيب العرقي للبلدة بنسبة 70.64% من البيض و2.55% من الأمريكيين الأفارقة و14.68% من الأمريكيين الأصليين و0.21% من سكان جزر المحيط الهادئ و0.21% من الأعراق الأخرى و11.70% من عرقين مختلطين أو أكثر و2.98% من الهسبانيون أو اللاتينيون من أي عرق.
بلغ عدد الأسر 186 أسرة كانت نسبة 30.1% منها لديها أطفال تحت سن الثامنة عشر تعيش معهم، وبلغت نسبة الأزواج القاطنين مع بعضهم البعض 32.8% من أصل المجموع الكلي للأسر، ونسبة 16.7% من الأسر كان لديها معيلات من الإناث دون وجود شريك، بينما كانت نسبة 7.5% من الأسر لديها معيلون من الذكور دون وجود شريكة وكانت نسبة 43% من غير العائلات. تألفت نسبة 37.1% من أصل جميع الأسر من عدة أفراد يعيشون في نفس المنزل ونسبة 14.5% كانت تتألف من شخص يعيش بمفرده يبلغ من العمر 65 عاماً أو أكثر. وبلغ متوسط حجم الأسرة المعيشية 2.32، أما متوسط حجم العائلات فبلغ 3.06.
بلغ العمر الوسطي للسكان 42.0 عاماً. وكانت نسبة 23.2% من القاطنين تحت سن الثامنة عشر، وكانت نسبة 10.2% بين الثامنة عشر والرابعة والعشرين عاماً، ونسبة 20.4% كانت واقعةً في الفئة العمرية ما بين الخامسة والعشرين والرابعة والأربعين عاماً، ونسبة 25.5% كانت ما بين الخامسة والأربعين والرابعة والستين، ونسبة 20.6% كانت ضمن فئة الخامسة والستين عاماً فما فوق. وتوزع التركيب الجنسي للسكان بنسبة 49.1% ذكور و50.9% إناث.